# Mágica (canção)
Mágica é uma canção da dupla sertaneja Hugo & Guilherme lançada em 30 de março de 2023 como segundo single do sexto álbum ao vivo Original. A canção é de autoria de Felipe Arná, Bagual e Normani Pelegrini e a canção conta sobre um caso de infidelidade sofrido por Guilherme na vida real, em um relacionamento que terminou depois de oito anos.

## História e composição
“Gostamos de cantar sobre situações da vida mesmo para as pessoas se identificarem, dessa vez a inspiração é nossa mesmo. Os compositores, que são nossos parceiros, correram para escrever quando souberam”, comenta Hugo.
De acordo com a história contada pela dupla no Podpah, em 10 de março de 2023, Guilherme foi alertado por Hugo sobre a suposta traição e contratou um detetive para tirar a história a limpo. Somente após a conclusão da investigação é que Guilherme teve certeza de que a traição era real e expulsou a então companheira de casa. Antes, ele chegou a se abrir com ela sobre os rumores que haviam chegado a seus ouvidos.

Assim dizia o refrão da música:
"Não teve grito, nem rolo, nem nada / Apertei um pouco, 'cê entregou ligeiro / Já sei o dia, a hora / E se não bastasse até o nome do companheiro / 'Cê plantou isso e vai morrer de fome / Faz uma mágica aí pra gente e some"